# Campeonato Europeo de Lucha de 1994
El XLVI Campeonato Europeo de Lucha se celebró en el año 1994 en dos sedes distintas. Las competiciones de lucha grecorromana en Atenas (Grecia) y las de lucha libre en Roma (Italia). Fue organizado por la Federación Internacional de Luchas Asociadas (FILA) y las correspondientes federaciones nacionales de los países sedes respectivos.

## Resultados

### Lucha grecorromana
| Evento | Oro                          | Plata                              | Bronce                          |
| ------ | ---------------------------- | ---------------------------------- | ------------------------------- |
| 48 kg  | Zafar Guliyev · Rusia        | József Hamzók · Hungría            | Ioannis Agatzanián · Grecia     |
| 52 kg  | Armen Nazarian Armenia       | Farjat Magueramov Bielorrusia      | Alfred Ter-Mkrtchyan · Alemania |
| 57 kg  | Şeref Eroğlu Turquía         | Aristidis Rubenian · Grecia        | Marian Sandu · Rumania          |
| 62 kg  | Hrihori Kamyshenko · Ucrania | Agasi Manukian Armenia             | Igor Petrenko Bielorrusia       |
| 68 kg  | Attila Repka · Hungría       | Ghani Yalouz Francia               | Islam Duguchiyev · Rusia        |
| 74 kg  | Erol Koyuncu Turquía         | Vladimir Kopytov Bielorrusia       | Torbjörn Kornbakk · Suecia      |
| 82 kg  | Thomas Zander · Alemania     | Gocha Tsitsiashvili Israel         | Serguei Nasevich · Rusia        |
| 90 kg  | Viacheslav Olinyk · Ucrania  | Serguei Kirilchuk Bielorrusia      | Stig Kleven · Noruega           |
| 100 kg | Andrzej Wroński · Polonia    | Alexandros Triantafilidis · Grecia | Heorhi Saldadze · Ucrania       |
| 130 kg | Alexandr Karelin · Rusia     | György Kékes · Hungría             | Petro Kotok · Ucrania           |

### Lucha libre
| Evento | Oro                         | Plata                            | Bronce                       |
| ------ | --------------------------- | -------------------------------- | ---------------------------- |
| 48 kg  | Armen Mkrtchian Armenia     | Reiner Heugabel · Alemania       | Viktor Yefteni · Ucrania     |
| 52 kg  | Namiq Abdullayev Azerbaiyán | Ivan Tsonov Bulgaria             | Serguei Zambalov · Rusia     |
| 57 kg  | Anushavan Sahakian Armenia  | Bagautdin Umajanov · Rusia       | Aslanbek Fidarov · Ucrania   |
| 62 kg  | Muharrem Demireğen Turquía  | Arayik Bagdadian Armenia         | Giovanni Schillaci · Italia  |
| 68 kg  | Vadim Boguiyev · Rusia      | Arayik Guevorguian Armenia       | Roman Motrovich · Ucrania    |
| 74 kg  | Nazyr Gadzhijanov · Rusia   | Turan Ceylan Turquía             | Alexander Leipold · Alemania |
| 82 kg  | Rustem Kelejsayev · Rusia   | Lukman Jabrailov Moldavia        | Hans Gstöttner · Alemania    |
| 90 kg  | Soslan Frayev · Rusia       | Vladimir Matiushenko Bielorrusia | Jozef Lohyňa · Eslovaquia    |
| 100 kg | Marek Garmulewicz · Polonia | Heiko Balz · Alemania            | Ali Kayalı Turquía           |
| 130 kg | Merab Valiyev · Ucrania     | Mahmut Demir Turquía             | Andrei Shumilin · Rusia      |

## Medallero
| Núm. | País        | Oro | Plata | Bronce | Total |
| ---- | ----------- | --- | ----- | ------ | ----- |
| 1    | Rusia       | 6   | 1     | 4      | 11    |
| 2    | Armenia     | 3   | 3     | 0      | 6     |
| 3    | Turquía     | 3   | 2     | 1      | 6     |
| 4    | Ucrania     | 3   | 0     | 5      | 8     |
| 5    | Polonia     | 2   | 0     | 0      | 2     |
| 6    | Alemania    | 1   | 2     | 3      | 6     |
| 7    | Hungría     | 1   | 2     | 0      | 3     |
| 8    | Azerbaiyán  | 1   | 0     | 0      | 1     |
| 9    | Bielorrusia | 0   | 4     | 1      | 5     |
| 10   | Grecia      | 0   | 2     | 1      | 3     |
| 11   | Bulgaria    | 0   | 1     | 0      | 1     |
| 11   | Francia     | 0   | 1     | 0      | 1     |
| 11   | Israel      | 0   | 1     | 0      | 1     |
| 11   | Moldavia    | 0   | 1     | 0      | 1     |
| 15   | Eslovaquia  | 0   | 0     | 1      | 1     |
| 15   | Italia      | 0   | 0     | 1      | 1     |
| 15   | Noruega     | 0   | 0     | 1      | 1     |
| 15   | Rumania     | 0   | 0     | 1      | 1     |
| 15   | Suecia      | 0   | 0     | 1      | 1     |
|      | TOTAL       | 20  | 20    | 20     | 60    |